# Newberyit
Newberyit ist ein selten vorkommendes Mineral aus der Mineralklasse der „Phosphate, Arsenate und Vanadate“ mit der chemischen Zusammensetzung Mg[PO3OH]·3H2O und damit chemisch gesehen ein wasserhaltiges, basisches Magnesium-Phosphat.
Newberyit kristallisiert im orthorhombischen Kristallsystem und entwickelt tafelige Kristalle bis etwa 2,5 cm Größe mit einem glasähnlichen Glanz auf den Oberflächen. Er kommt aber auch in Form pudriger Überzüge und kompakter Massen vor. In reiner Form ist Newberyit farblos und durchsichtig. Durch Fremdbeimengungen kann er aber auch eine graue bis graubraune Farbe annehmen.

## Etymologie und Geschichte
Erstmals entdeckt wurde das Mineral in den Skipton Caves, einer Lavahöhle am Mount Widderin nahe der Ortschaft Skipton im Verwaltungsgebiet Corangamite Shire im australischen Bundesstaat Victoria. Die Erstbeschreibung erfolgte 1879 durch Gerhard vom Rath, der das Mineral nach dessen Entdecker James Cosmo Newbery (1843–1895) benannte.
Das Typmaterial des Minerals wird im Muséum national d’histoire naturelle in Paris unter der Katalog-Nr. 99.504 aufbewahrt.

## Klassifikation
In der veralteten 8. Auflage der Mineralsystematik nach Strunz gehörte der Newberyit zur Mineralklasse der „Phosphate, Arsenate, Vanadate“ und dort zur Abteilung „Wasserhaltige Phosphate, Arsenate und Vanadate ohne fremde Anionen“, wo er gemeinsam mit Koninckit, Metaschoderit und Steigerit in der „Newberyit-Steigerit-Gruppe (mit 3 H2O pro RO4)“ mit der Systemnummer VII/C.08 steht.
In der zuletzt 2018 überarbeiteten Lapis-Systematik nach Stefan Weiß, die formal auf der alten Systematik von Karl Hugo Strunz in der 8. Auflage basiert, erhielt das Mineral die System- und Mineralnummer VII/C.12-010. Dies entspricht der Klasse der „Phosphate, Arsenate und Vanadate“ und dort der Abteilung „Wasserhaltige Phosphate, ohne fremde Anionen“, wo Newberyit zusammen mit Kaňkit, Metaschoderit, Schoderit und Steigerit eine unbenannte Gruppe mit der Systemnummer VII/C.12 bildet.
Die von der International Mineralogical Association (IMA) zuletzt 2009 aktualisierte 9. Auflage der Strunz’schen Mineralsystematik ordnet den Newberyit in die Klasse der „Phosphate, Arsenate und Vanadate“ und dort in die Abteilung „Phosphate usw. ohne zusätzliche Anionen; mit H2O“ ein. Hier ist das Mineral in der Unterabteilung „Mit ausschließlich mittelgroßen Kationen; RO4 : H2O ≤ 1 : 2,5“ zu finden, wo es als einziges Mitglied eine unbenannte Gruppe mit der Systemnummer 8.CE.10 bildet.
In der vorwiegend im englischen Sprachraum gebräuchlichen Systematik der Minerale nach Dana hat Newberyit die System- und Mineralnummer 39.01.06.01. Das entspricht der Klasse der „Phosphate, Arsenate und Vanadate“ und dort der Abteilung „Wasserhaltige saure Phosphate etc.“. Hier findet er sich innerhalb der Unterabteilung „Wasserhaltige saure Phosphate etc., A+[HXO4] × x(H2O)“ als einziges Mitglied in einer unbenannten Gruppe mit der Systemnummer 39.01.06.

## Chemismus
Die idealisierte (theoretische) Zusammensetzung von Newberyit (Mg[PO3OH]·3H2O) besteht aus 13,94 % Magnesium (Mg), 17,77 % Phosphor (P), 64,24 % Sauerstoff (O) und 4,05 % Wasserstoff (H). Dies entspricht in oxidischer Form 23,12 % Magnesiumoxid (MgO), 40,71 % Diphosphorpentoxid (P2O5) und 36,17 % Wasser.
Bei der Analyse der Mineralproben aus der Typlokalität Skipton Caves konnten dagegen zusätzlich geringe Beimengungen von Eisen (Fe) und Mangan (Mn) nachgewiesen werden.

## Kristallstruktur
Newberyit kristallisiert orthorhombisch in der Raumgruppe Pbca (Raumgruppen-Nr. 61) mit den Gitterparametern a = 10,20 Å; b = 10,68 Å und c = 10,01 Å sowie 8 Formeleinheiten pro Elementarzelle.
Die Kristallstruktur besteht aus insularen Mg[6]-Oktaedern, die über gemeinsame Ecken mit PO3OH-Tetraeder miteinander verknüpft sind und Schichten parallel der Fläche (010) bilden. Diese Schichten sind nur schwach über Wasserstoffbrücken miteinander verbunden, was der Grund für die vollkommene Spaltbarkeit nach {010} ist.

## Eigenschaften
Mit einer Mohshärte von 3 bis 3,5 gehört Newberyit zu den mittelharten Mineralen, die sich ähnlich wie das Referenzmineral Calcit (Härte 3) mit einer Kupfermünze ritzen lassen.
In kaltem Wasser ist Newberyit nur schwer, in verdünnter Salzsäure (1:10) dagegen leicht löslich. Beim Erhitzen verliert das Mineral ab einer Temperatur von 130 °C sein Kristallwasser und dehydratisiert zu MgHPO4

## Bildung und Fundorte

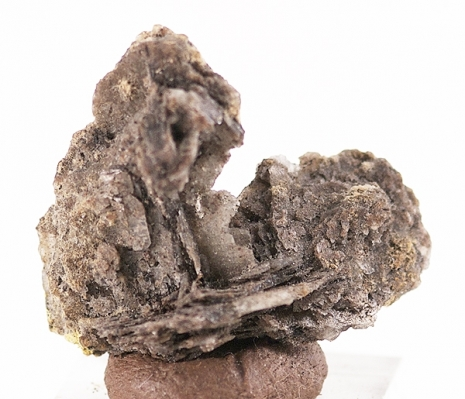
Graues Newberyit-Aggregat aus den Skipton Caves, Australien (Größe: 3 cm × 2,6 cm × 1,8 cm)

Newberyit bildet sich aus Fledermausguano, das heißt aus den Exkrementen von Fledermäusen durch Einwirkung auf Kalkstein. Als Begleitminerale treten unter anderem Biphosphammit, Hannayit, Monetit und Struvit auf.
Als seltene Mineralbildung konnte Newberyit nur an wenigen Fundorten nachgewiesen werden, wobei bisher (Stand 2018) rund 20 Fundorte dokumentiert sind. Außer an seiner Typlokalität, den Skipton-Höhlen im Corangamite Shire, trat das Mineral in Australien noch in der Starlight Cave im ebenfalls in Victoria liegenden Verwaltungsgebiet Warrnambool City sowie in der Moorba-Höhle bei Jurien Bay im Dandaragan Shire und der Petrogale-Höhle nahe einer Raststätte bei Madura in Westaustralien.
In Deutschland konnte Newberyit bisher nur auf den Schlackenhalden der Zinkhütte Friedrich Wilhelm (heute Zinkhütte Birkengang) bei Birkengang etwa 10 km ostsüdöstlich von Aachen und der Kupferhütte Kall etwa 8 km südwestlich von Mechernich in Nordrhein-Westfalen gefunden werden.
Die bisher einzigen Fundorte in Österreich sind die Goldmine Stüblbau bei Schellgaden in der Gemeinde Muhr in Salzburg und die Blei-Silber-Grube Roßblei (auch Rossblei) auf der Eschachalm bei Obertal (Gemeinde Schladming) in der Steiermark.
Weitere Fundorte liegen unter anderem auf der zum Britischen Überseegebiet gehörenden Insel Ascension, in Chile, Kanada, Kenia, Malaysia, Polen, Russland, der Slowakei, Südafrika sowie in den US-amerikanischen Bundesstaaten Hawaii, Kalifornien und New Jersey.